# ウラディスラフ・ヴァシュク
ウラディスラフ・ヴァシュク（Vladyslav Viktorovych Vashchuk、1975年1月2日 - ）は、ウクライナの元サッカー選手。元ウクライナ代表。ポジションはディフェンダー。

## 来歴

### クラブ
ウクライナの強豪・FCディナモ・キーウで長くプレー、1993年から2001年までプレミアリーグで8連覇を達成した。

### 代表
1996年にウクライナ代表デビュー。ウクライナ史上初の出場となった2006 FIFAワールドカップにも出場、ベスト8となった。2007年までウクライナ代表でプレー、63試合に出場、1得点をあげた。

## 代表歴

### 出場大会
- ウクライナ代表
  - 2006 FIFAワールドカップ

### 試合数
- 国際Aマッチ 63試合 1得点（1996年-2007年）[1]

| ウクライナ代表 | 国際Aマッチ | 国際Aマッチ |
| 年             | 出場        | 得点        |
| -------------- | ----------- | ----------- |
| 1996           | 2           | 0           |
| 1997           | 8           | 0           |
| 1998           | 5           | 0           |
| 1999           | 11          | 1           |
| 2000           | 5           | 0           |
| 2001           | 13          | 0           |
| 2002           | 5           | 0           |
| 2003           | 0           | 0           |
| 2004           | 0           | 0           |
| 2005           | 4           | 0           |
| 2006           | 8           | 0           |
| 2007           | 2           | 0           |
| 通算           | 63          | 1           |